# صبر (الحد)

تعديل مصدري - تعديل

صبر هي إحدى قرى عزلة الحد بمديرية الحد التابعة لمحافظة لحج، بلغ تعداد سكانها 615 نسمة حسب تعداد اليمن لعام 2004.